# Почесна грамота Кабінету Міністрів України

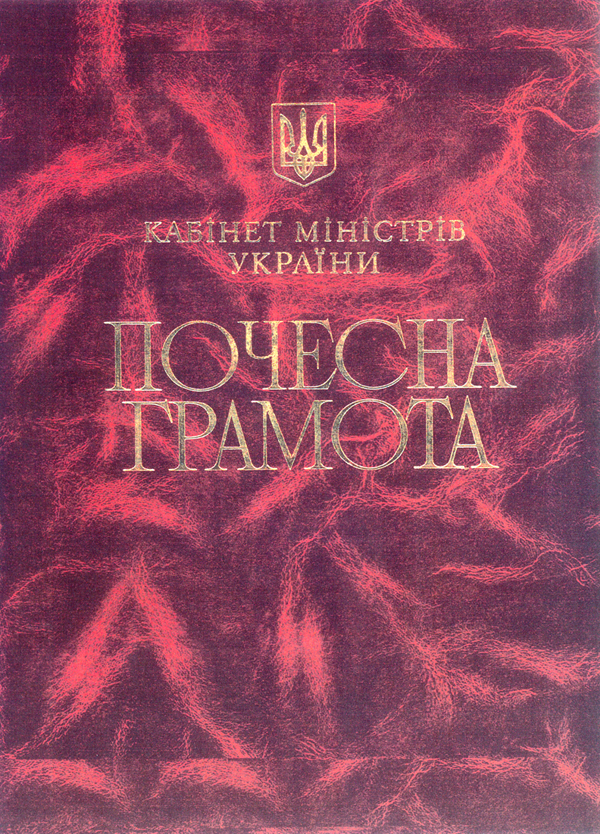
Обкладинка

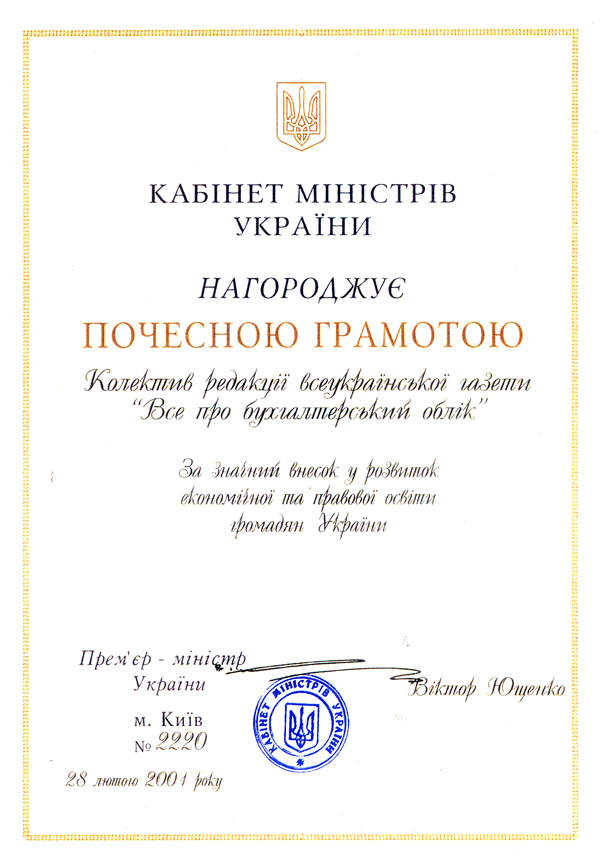
Грамота

Почесна грамота Кабінету Міністрів України — нагорода за багаторічну сумлінну працю, зразкове виконання службових обов'язків, особистий внесок в економічну, науково-технічну, соціально-культурну, військову, громадську та інші сфери діяльності і заслуги перед Українським народом у сприянні становленню правової держави, здійсненню заходів щодо забезпечення захисту прав і свобод громадян, розвиткові демократії, ефективній діяльності органів виконавчої влади та органів місцевого самоврядування.

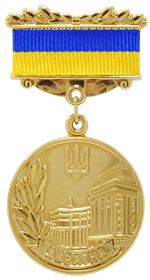
Пам'ятний знак, який вручається разом з почесною грамотою КМУ

Подання про нагородження Почесною грамотою вносять до Кабінету Міністрів України центральні органи виконавчої влади, Рада міністрів Автономної Республіки Крим, Київська та Севастопольська міські держадміністрації, обласні ради.
У поданні про нагородження Почесною грамотою зазначаються конкретні успіхи у сфері виробництва, науки, освіти, охорони здоров'я, культури, інших сферах діяльності.
Вручення Почесної грамоти і пам'ятного знаку проводиться в урочистій обстановці членами Кабінету Міністрів України, головами місцевих державних адміністрацій.
Позбавлення Почесної грамоти може застосовуватися лише у разі вчинення нагородженим умисного злочину.